# Valeriu Iftime
Valeriu Iftime (Zlătunoaia, distrito de Botoșani, 31 de mayo de 1960) es un empresario, director deportivo y político rumano afiliado al Partido Nacional Liberal (PNL). Es ampliamente reconocido por sus contribuciones al desarrollo regional, la eficiencia energética y la gestión del fútbol, particularmente a través de su propiedad del FC Botoșani y Elsaco .

### Carrera empresarial
Es el propietario del FC Botoșani, un club de fútbol que compite en la primera división rumana . Su participación en el deporte lo convirtió en una figura reconocida en el fútbol rumano, con el FC Botoșani compitiendo consistentemente en la Liga I y consiguiendo patrocinios a través de su red empresarial.  A pesar de los desafíos financieros, Iftime se aseguró de que el club siguiera siendo competitivo invirtiendo en el desarrollo de jugadores e infraestructura.  
Valeriu Iftime es también propietario y presidente de Elsaco, empresa especializada en soluciones de eficiencia energética, automatización y servicios IT&C. Bajo su liderazgo, Elsaco contribuyó significativamente al desarrollo tecnológico y de infraestructura de Rumania, consiguiendo contratos para importantes proyectos energéticos, incluida la rehabilitación de la red de calefacción de Bucarest. Sus negocios le han valido el reconocimiento como uno de los empresarios más influyentes del país, con una fortuna estimada que supera los 100 millones de euros.

### Carrera política
En 2024, Iftime entró en la política y fue elegido presidente del Consejo del Condado de Botoșani.
Su liderazgo en la región se alinea con las políticas proeuropeas del Partido Nacional Liberal (PNL) . Habló sobre el desarrollo regional y la integración europea, abogando por que Botoșani continúe en un "camino pro-europeo" 
A principios de 2024, fue elegido líder del PNL Botoșani, consolidando aún más su influencia en la política local.  Su mandato estuvo marcado por los esfuerzos por mejorar la infraestructura, el crecimiento económico y la educación en la región.

### Defensa de la educación
Recientemente, expresó su decepción por el hecho de que Botoșani no tenga un estudiante de secundaria en las Olimpiadas de Matemáticas, enfatizando su compromiso de mejorar las oportunidades educativas en la región. Su enfoque en la educación se alinea con su visión más amplia del desarrollo regional.

### Vida personal
Valeriu Iftime tiene dos hijos, Vlad y Șerban Iftime. Asumieron la gestión de dos empresas del portfolio de Elsaco.  La implicación de su familia en el negocio garantiza la continuidad en la gestión de la empresa.